# Герб Красненького
Герб Красне́нького затверджений 23 січня 2014 р. рішенням № 2 сесії Красненьківської сільської ради.

## Опис
У зеленій главі золота гілка дуба з двома листками і трьома жолудями. Щит перетятий; у верхньому золотому полі три червоні маки з зеленими стеблами в один ряд; у нижньому червоному полі золоте дерев'яне колесо водяного млина, яке опирається на муровану опору срібної стіни і занурене у лазурову хвилясту базу. Щит обрамований декоративним картушем i увінчаний золотою сільською короною. Внизу картуш перевивається срібною хвилястою стрічкою з червоним написом «КРАСНЕНЬКЕ». З обох боків над нею по червоній китиці калини із зеленим листям.

## Значення символів
Червоні маки на золотому полі символізують історичне минуле поселення. Гілка дуба із жолудями вказує на дубовий гай, що є мальовничим місцем відпочинку. Колесо водяного млина на мурованій опорі символізує помол зерна. Лазурова база підкреслює розташування села на березі Південного Бугу.
Автор — І. Д. Янушкевич.